# Neritilia manoeli
Neritilia manoeli е вид коремоного от семейство Neritiliidae.

## Разпространение
Видът е разпространен в Камерун и Сао Томе и Принсипи (Сао Томе).